# Halimium umbellatum
Halimium umbellatum é uma espécie de planta com flor pertencente à família Cistaceae. 
A autoridade científica da espécie é (L.) Spach, tendo sido publicada em Ann. Sci. Nat., Bot. sér. 2, 6: 366. 1836.

## Portugal
Trata-se de uma espécie presente no território português, nomeadamente os seguintes táxones infraespecíficos:
- Halimium umbellatum var. umbellatum - presente em Portugal Continental. Em termos de naturalidade é nativa da região atrás referida. Não se encontra protegida por legislação portuguesa ou da Comunidade Europeia.
- Halimium umbellatum var. viscosum - presente em Portugal Continental. Em termos de naturalidade é nativa da região atrás referida. Não se encontra protegida por legislação portuguesa ou da Comunidade Europeia.
- Halimium umbellatum var. verticillatum - presente em Portugal Continental. Em termos de naturalidade é endémica da região atrás referida. Encontra-se protegida por legislação portuguesa ou da Comunidade Europeia, nomeadamente pelo Anexo II e IV da Directiva Habitats.